# إدريس جماد
إدريس جماد (من مواليد 20 مايو 1927 - توفي في 18 سبتمبر 2009) هو لاعب كرة قدم مغربي، لعب لنادي الوداد الرياضي خلال الفترة من 1943 إلى 1954، شكل مع محمد أنور وعبد السلام بن محمد الثلاثية الذهبية الشهيرة.

## مهنة النادي
ولد في الدار البيضاء، وبدأ مسيرته الكروية مع نادي الوداد في الأربعينيات، ثم انضم إلى الفريق الأول في سن 18 من عمره، وحقق مع النادي لقب البطولة الوطنية المغربية في موسم 1947-1948 من دون خسارة أي مباراة. وفي عام 1954 انتقل إلى فرنسا ليلعب مع نادي جيروندان بوردو، لعب 14 مباراة وسجل 4 أهداف موسمه الأول، لكنه تعرض لإصابة خطيرة في الركبة في مباراة الكأس ضد لومان مما حد من قدرته على مواصلة اللعب. وبعد تقاعده، أصبح مدرباً لكرة القدم وقاد الفريق الإقليمي الفرنسي نادي رويان فو.

## الإنجازات

### مع ناديالوداد:
البطول الوطنية (4):
- بطل: 1947/ 1948، 1948/ 1949، 1949/ 1950، 1950/ 1951.
- الوصيف: 1939/ 1940، 1942/ 1943، 1945/ 1946، 1951/ 1952.

كأس السوبر المغربي (7):
- الفائز: 1940، 1946، 1948، 1949، 1950، 1951، 1952.
- النهائي: 1943.

كأس شمال إفريقيا (1):
- الفائز: 1949
- النهائي: 1951، 1953

### معالمنتخب المغربي:
بطولة اتحادات شمال إفريقيا (البطولة المشتركة) (3):
- الفائز: 1947، 1948، 1949.

## مهنة دولية
خاض إدريس 92 مباراة مع المنتخب المغربي وسجل 12 هدفاً.

## وفاته
توفي في مستشفى عسكري بالرباط بعد صراع طويل مع المرض عن عمر يناهز 86 عامًا.

## روابط خارجية
- إدريس جماد على موقع قاعدة بيانات كرة القدم.إي يو (الإنجليزية)